# Estatut d'Autonomia d'Aragó (1982)
Estatut d'Autonomia d'Aragó és la norma bàsica d'Aragó. El primer Estatut d'Aragó va ser aprovat l'any 1982 i va ser reformat diversos cops: 1994, 19962019 i 2007 (LO 5/2007, de 20 d'abril). L'actual Estatut d'Autonomia substitueix el de 1982 i va entrar en vigor el 23 d'abril de 2007, Dia d'Aragó, després d'assolir un consens gran a les Corts d'Aragó. Compta amb el suport del PSOE d'Aragó, del PP, del PAR i d'IU, mentre que Chunta Aragonesista es va abstenir en el tràmit en la Cambra autonòmica en considerar que el text no cobria al cent per cent les aspiracions d'autogovern d'Aragó i que tenia mancances quant al reconeixement de les llengües pròpies, al sistema de fiananciació, a les competències que podria assumir la Comunitat o que no blindava prou l'Ebre davant una amenaça de transvasament.

## Els recursos hidràulics
Com a principals premisses, l'Estatut d'Autonomia d'Aragó obliga als poders públics a vetllar per a evitar transvasaments de les conques hidrogràfiques de les que Aragó forma part, dintre del principi d'"unitat de conca". I en aquesta línia, a més, estableix que Aragó haurà d'emetre un "informe preceptiu" sobre qualsevol proposta de transferència d'aigües, mentre que el Govern d'Espanya haurà de propiciar "de forma efectiva" l'acord entre les Comunitats que puguin resultar afectades per un transvasament. També respecte a l'aigua, garanteix una reserva d'aigua per a "ús exclusiu dels aragonesos" de 6.550 hectòmetres cúbics, encara que atribuïx a la planificació hidrològica de l'Estat "les assignacions i reserves" per al compliment del principi de prioritat en l'aprofitament dels recursos hidràulics de la conca de l'Ebre. El text reconeix que l'Estat, per a fixar les seves inversions a Aragó, ponderarà, "amb caràcter prioritari", la superfície del territori, les despeses de construcció derivades de l'orografia i el caràcter fronterer de la Comunitat. Es manté la redacció de l'article 48, que parla de la subscripció d'un acord bilateral de cooperació per a concretar la participació territorialitzada d'Aragó en els tributs generals, possibilitat que existeix en l'Estatut aragonès des de 1996 però que no s'ha posat en pràctica en una dècada.

## Recursos financers
L'Estatut regula la creació d'una comissió mixta d'assumptes econòmico-financers Estat-Comunitat d'Aragó com òrgan bilateral de relació sobre finançament específic aragonesa, dintre del marc establert per la Llei Orgànica de Finançament de les Comunitats Autònomes (LOFCA), que haurà de constituir-se en un termini de sis mesos des que l'Estatut entre en vigor, és a dir, abans del 23 d'octubre de 2007, i que haurà de resoldre el litigi entre ambdues administracions sobre la cessió del rendiment de determinats tributs. En tot cas, es recull expressament el concepte de "lleialtat institucional" com a principi en el qual s'assenten les relacions entre Aragó i l'Estat i com a compensació per part d'aquest últim quan adopti decisions que suposin una despesa inesperada per a les arques autonòmiques. A més, es possibilita la creació d'una Agència Tributària pròpia que col·laborarà amb la de l'Estat, de forma paritària.

## Definició territorial
El text reconeix a Aragó com "nacionalitat històrica", manté la disposició addicional en la qual "no renuncia" a "els drets que com a tal li haguessin pogut correspondre en virtut de la seva història" i inclou un nou títol sobre l'Administració de Justícia i altre sobre drets i deures dels aragonesos i principis rectors de les polítiques públiques. Entre ells s'inclou l'obligatorietat de desenvolupar les actuacions necessàries per al retorn a Aragó dels béns del seu patrimoni que estan fora del seu territori.

## Reforma estatutària
En la regulació d'una posterior reforma, s'establix que una vegada sigui aprovada per les Corts d'Aragó, serà debatuda de forma conjunta en una comissió mixta paritària en el Congrés dels Diputats i, després, podrà ser sotmesa a referèndum a Aragó, i també s'establix la potestat del President d'Aragó per a dissoldre les Corts i convocar eleccions que obrin una legislatura sencera.

## Augment de Competències
S'incrementa el nombre de competències exclusives de 41 a 59 i s'inclou un article específic sobre la policia aragonesa, amb la potestat per a crear-la en el marc de l'Estatut. El nou Estatut passa de sis títols (cinc més el preliminar) a deu i de tres disposicions addicionals a sis, inclou 115 articles (enfront de 61 del text de 1996) i, per primera vegada en la seva història, inclou un preàmbul que va sortir de les Corts amb detall històric de la trajectòria d'Aragó i que fou dràsticament retallat en el tràmit parlamentari en el Congrés.